# Racine (Wisconsin)
Racine város az USA Wisconsin államában, Racine megyében, melynek megyeszékhelye is. Lakosainak száma 77 816 fő a 2020-as népszámláláskor. A város a Michigan-tó partján, a Root folyó torkolatánál található.

## Történelme
Az első európaiak, akikről biztosan tudjuk, hogy meglátogatták jezsuita misszionáriusok voltak, akik 1699-ben a part mentén haladva megálltak itt egy rövid időre. 1834-től kezdve Gilbert Knapp kapitány több chicagói lakost is rávett, hogy a torkolatnál telepedjenek le. A helyet eleinte Port Gilbertnek hívták. A település gyorsan növekedett, 1835-ben fűrészmalmot építettek, és 1837-ben felvette a mai nevét. 1841-ben faluvá, majd 1848-ban várossá nyilvánították.

## Népesség
A település népességének változása:
| Lakosok száma | 5107 | 78 860 | 77 816 |
|               | 1850 | 2010   | 2020   |